# Úrvalsdeild Karla 2014
La Úrvalsdeild Karla 2014 fue la centésimo tercera edición —desde su creación, en 1912— del campeonato de primera división del fútbol de Islandia. En dicha temporada, participaron doce (12) equipos, los diez mejores de la pasada, más dos provenientes de la 1. Deild 2013. Este torneo tuvo la particularidad del descenso del Fram Reykjavík, un histórico club del fútbol islandés, que participaba en la Úrvalsdeild Karla de manera ininterrumpida desde 1912; su descenso se concluyó al terminar la temporada en el puesto undécimo de doce equipos (siendo que los dos últimos equipos descienden).

## Equipos participantes
| Pos | Descendidos de la Úrvalsdeild Karla |
| --- | ----------------------------------- |
| 11° | Víkingur Ólafsvík                   |
| 12º | ÍA Akraness                         |

| Pos | Ascendidos de la 1. Deild Karla |
| --- | ------------------------------- |
| 1º  | Fjölnir                         |
| 2º  | Víkingur Reykjavík              |

| Club               | Ciudad         | Estadio           | Capacidad | Temporada pasada  |
| ------------------ | -------------- | ----------------- | --------- | ----------------- |
| Breiðablik UBK     | Kópavogur      | Kópavogsvöllur    | 5.500     | 4°                |
| FH Hafnarfjörður   | Hafnarfjörður  | Kaplakrikavöllur  | 6.738     | 2°                |
| Fjölnir            | Reikiavik      | Fjölnisvöllur     | 1.030     | 1° 1. Deild Karla |
| Fram Reykjavik     | Reikiavik      | Laugardalsvöllur  | 10.000    | 10°               |
| ÍBV                | Vestmannaeyjar | Hásteinsvöllur    | 2.834     | 6°                |
| ÍF Fylkir          | Reikiavik      | Fylkisvöllur      | 5.000     | 7°                |
| Keflavík ÍF        | Keflavík       | Keflavíkurvöllur  | 5.200     | 9°                |
| KR Reykjavik       | Reikiavik      | KR-Völlur         | 3.333     | 1° Campeón        |
| Stjarnan           | Garðabær       | Stjörnuvöllur     | 1.000     | 3°                |
| Thór Akureyri      | Akureyri       | Þórsvöllur        | 1.550     | 8°                |
| Valur              | Reikiavik      | Vodafonevöllurinn | 3.000     | 5°                |
| Víkingur Reykjavík | Reikiavik      | Víkingsvöllur     | 1.613     | 2° 1. Deild Karla |

### Distribución geográfica
| Región            | Cantidad | Clubes                                                                                         |
| ----------------- | -------- | ---------------------------------------------------------------------------------------------- |
| Höfuðborgarsvæði  | 8        | Stjarnan Breiðablik UBK Fram Reykjavik Fjölnir ÍF Fylkir KR Reykjavik Valur Víkingur Reykjavík |
| Suðurnes          | 2        | FH Hafnarfjörður Keflavík ÍF                                                                   |
| Norðurland Eystra | 1        | Thór Akureyri                                                                                  |
| Suðurland         | 1        | ÍBV                                                                                            |

## Modo de disputa
El torneo se disputó mediante el sistema de todos contra todos, donde cada equipo jugó contra los demás dos veces, una como local, y otra como visitante.
Cada equipo recibe tres puntos por partido ganado, un punto en caso de empate, y ninguno si pierde.
Al finalizar el torneo, aquel equipo con mayor cantidad de puntos se consagra campeón y obtiene la posibilidad de disputar la siguiente edición de la Liga de Campeones de la UEFA. Los equipos ubicados en la segunda y tercera posición clasifican a la Liga Europea de la UEFA.
Los equipos que queden ubicados en las últimas dos posiciones descienden automáticamente a la segunda división.

## Tabla de posiciones
|                 |     | Equipos de fútbol  | PJ | G  | E  | P  | GF | GC | Dif | Pts |
| --------------- | --- | ------------------ | -- | -- | -- | -- | -- | -- | --- | --- |
| Clasifica a UCL | 1.  | Stjarnan (C)       | 22 | 15 | 7  | 0  | 42 | 21 | 21  | 52  |
| Clasifica a UEL | 2.  | FH Hafnarfjörður   | 22 | 15 | 6  | 1  | 46 | 17 | 29  | 51  |
| Clasifica a UEL | 3.  | KR Reykjavik       | 22 | 13 | 4  | 5  | 40 | 24 | 16  | 43  |
|                 | 4.  | Valur Reykjavík    | 22 | 9  | 3  | 10 | 38 | 19 | 19  | 30  |
|                 | 5.  | Víkingur Reykjavík | 22 | 8  | 4  | 10 | 31 | 36 | -5  | 28  |
|                 | 6.  | ÍF Fylkir          | 22 | 8  | 4  | 10 | 34 | 40 | -6  | 28  |
|                 | 7.  | Breiðablik UBK     | 22 | 5  | 12 | 5  | 36 | 33 | 3   | 27  |
|                 | 8.  | ÍBV                | 22 | 6  | 7  | 9  | 29 | 32 | -3  | 25  |
|                 | 9.  | Fjölnir            | 22 | 5  | 8  | 9  | 33 | 36 | -3  | 23  |
|                 | 10. | Keflavík ÍF        | 22 | 5  | 7  | 10 | 28 | 38 | -10 | 22  |
| Descendió       | 11. | Fram Reykjavik     | 22 | 6  | 3  | 13 | 30 | 48 | -18 | 21  |
| Descendió       | 12. | Thór Akureyri      | 22 | 3  | 3  | 16 | 24 | 44 | -20 | 12  |

|    |         |
| C: | Campeón |

|  |                                         |
|  | Clasificando a la UEFA Champions League |

|  |                                       |
|  | Clasificandos a la UEFA Europa League |

|  |                                  |
|  | Descendiendo a la 1. deild karla |

## Partidos
| Keflavík ÍF      | 3 - 1 | Thór Akureyri      | 4 de mayo | Keflavíkurvöllur |
| Fram Reykjavik   | 1 - 1 | ÍBV                | 4 de mayo | Laugardalsvöllur |
| Fjölnir          | 3 - 0 | Víkingur Reykjavík | 4 de mayo | Fjölnisvöllur    |
| KR Reykjavik     | 0 - 2 | Valur              | 4 de mayo | KR-Völlur        |
| Stjarnan         | 1 - 0 | ÍF Fylkir          | 4 de mayo | Stjörnuvöllur    |
| FH Hafnarfjörður | 1 - 1 | Breiðablik UBK     | 5 de mayo | Kaplakrikavöllur |

| ÍBV                | 1 - 2 | Stjarnan       | 8 de mayo | Hásteinsvöllur    |
| Thór Akureyri      | 1 - 2 | Fjölnir        | 8 de mayo | Þórsvöllur        |
| Valur              | 0 - 1 | Keflavík ÍF    | 8 de mayo | Vodafonevöllurinn |
| Víkingur Reykjavík | 2 - 1 | Fram Reykjavik | 8 de mayo | Víkingsvöllur     |
| Breiðablik UBK     | 1 - 2 | KR Reykjavik   | 8 de mayo | Kópavogsvöllur    |
| FH Hafnarfjörður   | 3 - 0 | ÍF Fylkir      | 8 de mayo | Kaplakrikavöllur  |

| Fjölnir        | 0 - 0 | Valur              | 11 de mayo | Fjölnisvöllur    |
| Fram Reykjavik | 1 - 0 | Thór Akureyri      | 12 de mayo | Laugardalsvöllur |
| ÍBV            | 1 - 3 | ÍF Fylkir          | 12 de mayo | Hásteinsvöllur   |
| KR Reykjavik   | 0 - 1 | FH Hafnarfjörður   | 12 de mayo | KR-Völlur        |
| Stjarnan       | 0 - 0 | Víkingur Reykjavík | 12 de mayo | Stjörnuvöllur    |
| Keflavík ÍF    | 2 - 0 | Breiðablik UBK     | 12 de mayo | Keflavíkurvöllur |

| Thór Akureyri      | 3 - 4 | Stjarnan       | 18 de mayo | Þórsvöllur        |
| FH Hafnarfjörður   | 1 - 0 | ÍBV            | 18 de mayo | Kaplakrikavöllur  |
| Breiðablik UBK     | 2 - 2 | Fjölnir        | 18 de mayo | Kópavogsvöllur    |
| Keflavík ÍF        | 0 - 1 | KR Reykjavik   | 18 de mayo | Keflavíkurvöllur  |
| Valur              | 5 - 1 | Fram Reykjavik | 19 de mayo | Vodafonevöllurinn |
| Víkingur Reykjavík | 1 - 2 | ÍF Fylkir      | 19 de mayo | Víkingsvöllur     |

| ÍBV            | 1 - 2 | Víkingur Reykjavík | 22 de mayo | Hásteinsvöllur   |
| Thór Akureyri  | 5 - 2 | ÍF Fylkir          | 22 de mayo | Þórsvöllur       |
| Fram Reykjavik | 1 - 1 | Breiðablik UBK     | 22 de mayo | Laugardalsvöllur |
| Keflavík ÍF    | 0 - 0 | FH Hafnarfjörður   | 22 de mayo | Keflavíkurvöllur |
| Stjarnan       | 0 - 0 | Valur              | 22 de mayo | Stjörnuvöllur    |
| Fjölnir        | 1 - 1 | KR Reykjavik       | 22 de mayo | Fjölnisvöllur    |

| Thór Akureyri    | 1 - 1 | ÍBV                | 1 de junio | Þórsvöllur        |
| FH Hafnarfjörður | 1 - 0 | Víkingur Reykjavík | 1 de junio | Kaplakrikavöllur  |
| Keflavík ÍF      | 1 - 1 | Fjölnir            | 1 de junio | Keflavíkurvöllur  |
| Breiðablik UBK   | 1 - 1 | Stjarnan           | 2 de junio | Kópavogsvöllur    |
| KR Reykjavik     | 3 - 2 | Fram Reykjavik     | 2 de junio | KR-Völlur         |
| Valur            | 4 - 0 | ÍF Fylkir          | 2 de junio | Vodafonevöllurinn |

| ÍBV                | 0 - 0 | Valur            | 9 de junio  | Hásteinsvöllur   |
| Víkingur Reykjavík | 3 - 2 | Thór Akureyri    | 9 de junio  | Víkingsvöllur    |
| Fram Reykjavik     | 1 - 1 | Keflavík ÍF      | 10 de junio | Laugardalsvöllur |
| Fjölnir            | 0 - 1 | FH Hafnarfjörður | 11 de junio | Fjölnisvöllur    |
| Stjarnan           | 2 - 1 | KR Reykjavik     | 11 de junio | Stjörnuvöllur    |
| ÍF Fylkir          | 1 - 1 | Breiðablik UBK   | 11 de junio | Fylkisvöllur     |

| FH Hafnarfjörður | 1 - 1 | Thór Akureyri      | 15 de junio | Kaplakrikavöllur  |
| Breiðablik UBK   | 1 - 1 | ÍBV                | 15 de junio | Kópavogsvöllur    |
| Keflavík ÍF      | 2 - 2 | Stjarnan           | 15 de junio | Keflavíkurvöllur  |
| Fjölnir          | 1 - 4 | Fram Reykjavik     | 15 de junio | Fjölnisvöllur     |
| Valur            | 0 - 1 | Víkingur Reykjavík | 15 de junio | Vodafonevöllurinn |
| KR Reykjavik     | 1 - 0 | ÍF Fylkir          | 15 de junio | KR-Völlur         |

| Thór Akureyri      | 0 - 4 | Valur            | 22 de junio | Þórsvöllur       |
| ÍBV                | 2 - 3 | KR Reykjavik     | 22 de junio | Hásteinsvöllur   |
| Víkingur Reykjavík | 1 - 0 | Breiðablik UBK   | 22 de junio | Víkingsvöllur    |
| ÍF Fylkir          | 2 - 4 | Keflavík ÍF      | 22 de junio | Fylkisvöllur     |
| Stjarnan           | 2 - 1 | Fjölnir          | 22 de junio | Stjörnuvöllur    |
| Fram Reykjavik     | 0 - 4 | FH Hafnarfjörður | 23 de junio | Laugardalsvöllur |

| FH Hafnarfjörður | 1 - 0 | Valur              | 27 de junio | Kaplakrikavöllur |
| Fram Reykjavik   | 1 - 2 | Stjarnan           | 27 de junio | Laugardalsvöllur |
| Breiðablik UBK   | 3 - 2 | Thór Akureyri      | 2 de julio  | Kópavogsvöllur   |
| Keflavík ÍF      | 1 - 2 | ÍBV                | 2 de julio  | Keflavíkurvöllur |
| KR Reykjavik     | 2 - 0 | Víkingur Reykjavík | 2 de julio  | KR-Völlur        |
| Fjölnir          | 3 - 3 | ÍF Fylkir          | 2 de julio  | Fjölnisvöllur    |

| Thór Akureyri      | 2 - 0 | KR Reykjavik     | 10 de julio | Þórsvöllur        |
| ÍBV                | 4 - 2 | Fjölnir          | 13 de julio | Hásteinsvöllur    |
| Stjarnan           | 2 - 2 | FH Hafnarfjörður | 13 de julio | Stjörnuvöllur     |
| ÍF Fylkir          | 2 - 0 | Fram Reykjavik   | 14 de julio | Fylkisvöllur      |
| Víkingur Reykjavík | 3 - 1 | Keflavík ÍF      | 14 de julio | Víkingsvöllur     |
| Valur              | 1 - 2 | Breiðablik UBK   | 14 de julio | Vodafonevöllurinn |

| Valur              | 0 - 1 | KR Reykjavik     | 19 de julio  | Vodafonevöllurinn |
| Thór Akureyri      | 0 - 0 | Keflavík ÍF      | 20 de julio  | Þórsvöllur        |
| ÍBV                | 2 - 0 | Fram Reykjavik   | 20 de julio  | Hásteinsvöllur    |
| ÍF Fylkir          | 1 - 3 | Stjarnan         | Fylkisvöllur |                   |
| Víkingur Reykjavík | 1 - 0 | Fjölnir          | 21 de julio  | Víkingsvöllur     |
| Breiðablik UBK     | 2 - 4 | FH Hafnarfjörður | 21 de julio  | Kópavogsvöllur    |

| Fjölnir        | 4 - 1 | Thór Akureyri      | 27 de julio | Fjölnisvöllur    |
| Stjarnan       | 2 - 0 | ÍBV                | 27 de julio | Stjörnuvöllur    |
| ÍF Fylkir      | 0 - 2 | FH Hafnarfjörður   | 27 de julio | Fylkisvöllur     |
| Fram Reykjavik | 0 - 3 | Víkingur Reykjavík | 27 de julio | Laugardalsvöllur |
| Keflavík ÍF    | 1 - 5 | Valur              | 27 de julio | Keflavíkurvöllur |
| KR Reykjavik   | 1 - 1 | Breiðablik UBK     | 27 de julio | KR-Völlur        |

| ÍF Fylkir          | 3 - 1 | ÍBV            | 6 de agosto      | Fylkisvöllur      |
| Thór Akureyri      | 0 - 2 | Fram Reykjavik | 6 de agosto      | Þórsvöllur        |
| Breiðablik UBK     | 4 - 4 | Keflavík ÍF    | 6 de agosto      | Kópavogsvöllur    |
| Valur              | 5 - 0 | Fjölnir        | 6 de agosto      | Vodafonevöllurinn |
| Víkingur Reykjavík | 0 - 1 | Stjarnan       | 18 de septiembre | Víkingsvöllur     |
| FH Hafnarfjörður   | 1 - 1 | KR Reykjavik   | 18 de septiembre | Kaplakrikavöllur  |

| ÍBV            | 1 - 1 | FH Hafnarfjörður   | 10 de agosto | Hásteinsvöllur   |
| ÍF Fylkir      | 1 - 1 | Víkingur Reykjavík | 10 de agosto | Fylkisvöllur     |
| Fjölnir        | 1 - 1 | Breiðablik UBK     | 11 de agosto | Fjölnisvöllur    |
| Stjarnan       | 2 - 1 | Thór Akureyri      | 11 de agosto | Stjörnuvöllur    |
| Fram Reykjavik | 1 - 0 | Valur              | 11 de agosto | Laugardalsvöllur |
| KR Reykjavik   | 2 - 0 | Keflavík ÍF        | 11 de agosto | KR-Völlur        |

| Valur              | 1 - 3 | Stjarnan       | 15 de agosto | Vodafonevöllurinn |
| Víkingur Reykjavík | 1 - 2 | ÍBV            | 18 de agosto | Víkingsvöllur     |
| ÍF Fylkir          | 4 - 1 | Thór Akureyri  | 18 de agosto | Fylkisvöllur      |
| Breiðablik UBK     | 3 - 0 | Fram Reykjavik | 18 de agosto | Kópavogsvöllur    |
| FH Hafnarfjörður   | 2 - 0 | Keflavík ÍF    | 20 de agosto | Kaplakrikavöllur  |
| KR Reykjavik       | 1 - 0 | Fjölnir        | 20 de agosto | KR-Völlur         |

| ÍBV                | 2 - 0 | Thór Akureyri    | 24 de agosto | Hásteinsvöllur   |
| ÍF Fylkir          | 1 - 0 | Valur            | 24 de agosto | Fylkisvöllur     |
| Víkingur Reykjavík | 2 - 3 | FH Hafnarfjörður | 24 de agosto | Víkingsvöllur    |
| Stjarnan           | 2 - 2 | Breiðablik UBK   | 24 de agosto | Stjörnuvöllur    |
| Fjölnir            | 1 - 1 | Keflavík ÍF      | 25 de agosto | Fjölnisvöllur    |
| Fram Reykjavik     | 1 - 2 | KR Reykjavik     | 25 de agosto | Laugardalsvöllur |

| Valur            | 5 - 0 | ÍBV                | 31 de agosto | Vodafonevöllurinn |
| FH Hafnarfjörður | 4 - 0 | Fjölnir            | 31 de agosto | Kópavogsvöllur    |
| Keflavík ÍF      | 2 - 6 | Fram Reykjavik     | 31 de agosto | Keflavíkurvöllur  |
| Breiðablik UBK   | 2 - 2 | ÍF Fylkir          | 31 de agosto | Kópavogsvöllur    |
| Thór Akureyri    | 0 - 1 | Víkingur Reykjavík | 31 de agosto | Þórsvöllur        |
| KR Reykjavik     | 2 - 3 | Stjarnan           | 31 de agosto | KR-Völlur         |

| ÍBV                | 1 - 1 | Breiðablik UBK   | 14 de septiembre | Hásteinsvöllur   |
| ÍF Fylkir          | 0 - 4 | KR Reykjavik     | 14 de septiembre | Fylkisvöllur     |
| Thór Akureyri      | 0 - 2 | FH Hafnarfjörður | 14 de septiembre | Þórsvöllur       |
| Víkingur Reykjavík | 0 - 0 | Valur            | 14 de septiembre | Víkingsvöllur    |
| Stjarnan           | 2 - 0 | Keflavík ÍF      | 14 de septiembre | Stjörnuvöllur    |
| Fram Reykjavik     | 1 - 3 | Fjölnir          | 15 de septiembre | Laugardalsvöllur |

| FH Hafnarfjörður | 4 - 2 | Fram Reykjavik     | 21 de septiembre | Kaplakrikavöllur  |
| Valur            | 4 - 0 | Thór Akureyri      | 21 de septiembre | Vodafonevöllurinn |
| Breiðablik UBK   | 7 - 1 | Víkingur Reykjavík | 21 de septiembre | Kópavogsvöllur    |
| KR Reykjavik     | 3 - 3 | ÍBV                | 21 de septiembre | KR-Völlur         |
| Keflavík ÍF      | 0 - 1 | ÍF Fylkir          | 21 de septiembre | Keflavíkurvöllur  |
| Fjölnir          | 0 - 0 | Stjarnan           | 23 de septiembre | Fjölnisvöllur     |

| Thór Akureyri      | 2 - 0 | Breiðablik UBK   | 28 de septiembre | Þórsvöllur        |
| Stjarnan           | 4 - 0 | Fram Reykjavik   | 28 de septiembre | Stjörnuvöllur     |
| Víkingur Reykjavík | 0 - 1 | KR Reykjavik     | 28 de septiembre | Víkingsvöllur     |
| ÍF Fylkir          | 2 - 1 | Fjölnir          | 28 de septiembre | Fylkisvöllur      |
| ÍBV                | 0 - 2 | Keflavík ÍF      | 28 de septiembre | Hásteinsvöllur    |
| Valur              | 1 - 2 | FH Hafnarfjörður | 28 de septiembre | Vodafonevöllurinn |

| Fjölnir          | 3 - 0 | ÍBV                | 4 de octubre | Fjölnisvöllur    |
| Keflavík ÍF      | 2 - 0 | Víkingur Reykjavík | 4 de octubre | Keflavíkurvöllur |
| KR Reykjavik     | 4 - 1 | Thór Akureyri      | 4 de octubre | KR-Völlur        |
| Breiðablik UBK   | 2 - 1 | Valur              | 4 de octubre | Kópavogsvöllur   |
| Fram Reykjavik   | 4 - 3 | ÍF Fylkir          | 4 de octubre | Laugardalsvöllur |
| FH Hafnarfjörður | 1 - 2 | Stjarnan           | 4 de octubre | Kaplakrikavöllur |